# La Croix-Rousse

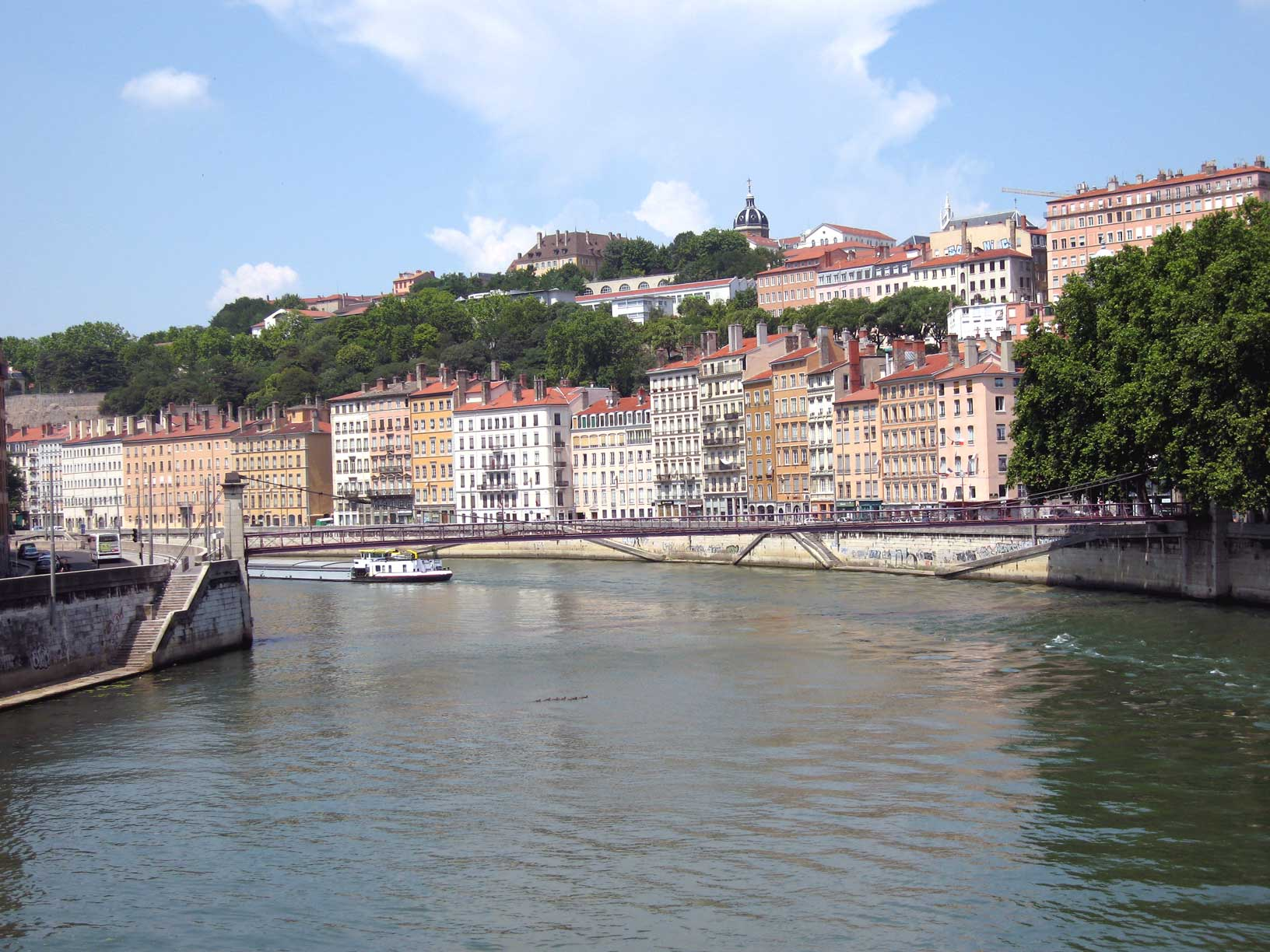
La Croix-Rousse

La Croix-Rousse és un turó de 254 metres d'altura en la ciutat de Lió, França, així com el nom d'un barri localitzat en aquest turó. El barri és dividit en les pentes (pendents, pertanyent al 1er arrondissement de la ciutat) i le plateau (a dalt del turó, formant part del 4t arrondissement). El nom "La Croix-Rousse" ve d'una creu de pedra vermellosa i marró aixecada en el segle XVI. Aquesta zona és servida pel Metro línia C.
L'aspecte del barri està fortament influït pel paper central que Lió va tenir en la indústria de la seda a França. La majoria d'edificis de la zona tenen grans sostres de volta amb bigues de fusta vista. Aquesta alçada interna més gran en aquests edificis, comparat amb altres àrees de Lió, era necessària per acollir els alts telers de seda que van ser operats en l'àrea. També destaquen els traboules de Croix-Rousse. Aquests són passadissos coberts utilitzats pels comerciants de seda per moure material entre edificis protegit de la pluja. L'àrea ha estat subjecta a gentrificació, i ara exhibeix una activitat cultural vibrant. La Croix-Rousse Sempre ha tingut una atmosfera única comparada a la resta de la ciutat. com a il·lustració, alguns habitants s'autoanomenen Croix-roussiens.
A Lió, La Croix-Rousse és anomenada la colline qui travailleen contrast al més conegut turó al sud-oest, Fourvière, que és conegut com la colline qui prie. El districte va començar desenvolupar-se en el segle xviii quan els tallers de seda es van traslladar aquí des de l'àrea del Vieux Lyon. Els canuts (treballadors de seda) estaven subjectes a condicions laborables extremadament dures. A causa d'aquestes condicions, es van escenificar moltes revoltes de treballadors, conegudes com la Revolta dels canuts. La primera revolta, l'octubre de 1831, és considerada com una de les primeres revoltes de treballadors. La zona va ser immortalitzada per Paul-Jacques Bonzon a la sèrie de llibres Les Sis Compagnons, on descriu les aventures de set adolescents de classe treballadora de l'àrea.